# پیتیا

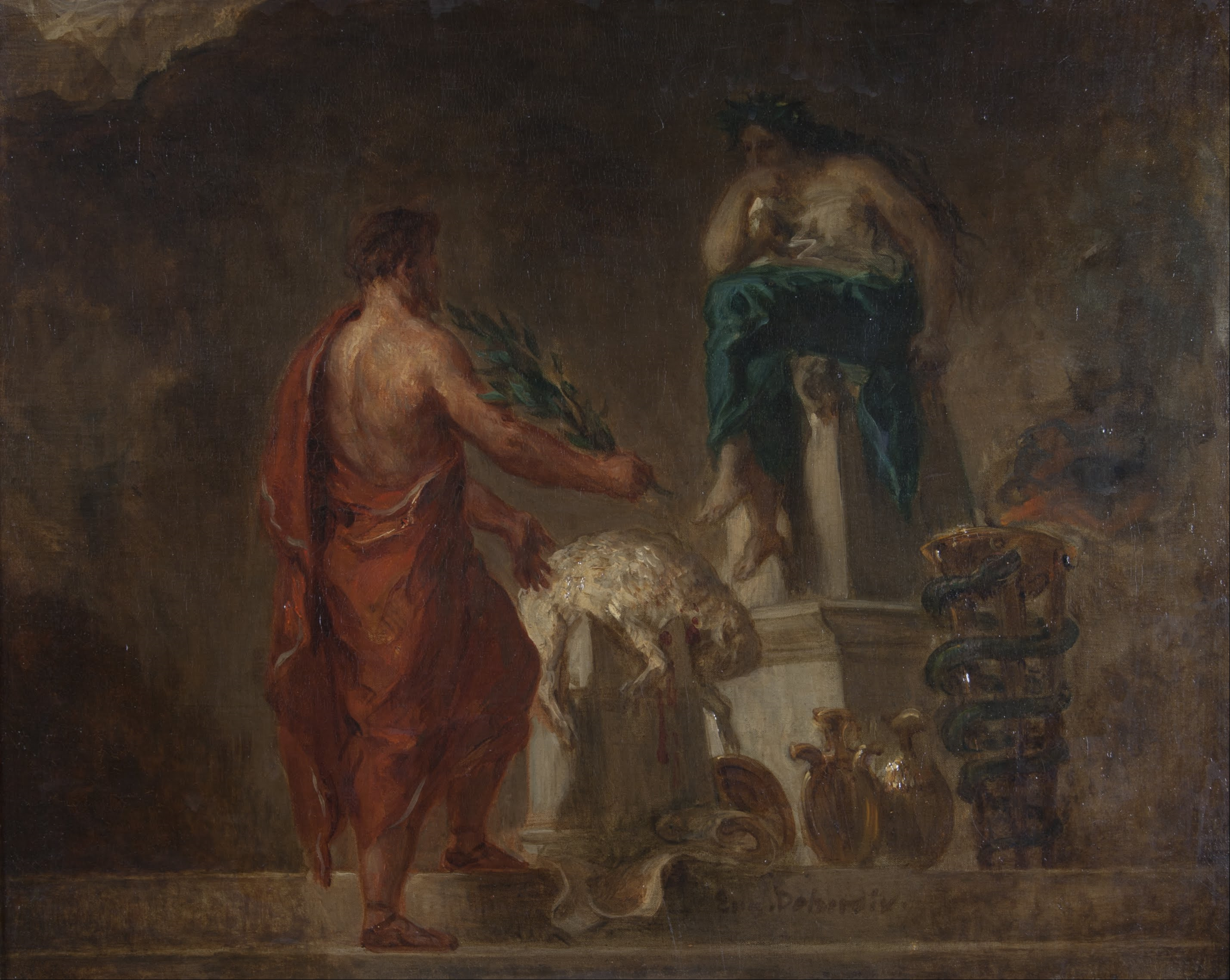
لیکرگوس در حال مشورت با پیتیا، اثر اوژن دولاکروا.

پیتیا یا پوتیا (به یونانی: Πυθία) که معمولاً با عنوان غیبگوی نیایشگاه دلفی یا اوراکل دلفی شناخته می‌شود، در طول تاریخ عنوانی برای خطاب قراردادن کشیش‌های مستقر در اوراکل دلفی واقع در نیایشگاه آپولون در شهر دلفی بوده است. نام آن‌ها برگرفته از پایتون، اژدهایی است که توسط ایزد خورشید یونانی، آپولون کشته شد. غیبگویان نیایشگاه دلفی همیشه از زن‌ها تشکیل می‌شدند. پیتیا به‌طور گسترده‌ای برای پیشگویی‌هایش که با الهام از آپولون صورت می‌گرفت، شناخته می‌شد و بسیار مورد توجه قرار داشت. فرد معتقد ابتدا قربانی را برای ارائه درخواست، پیشکش یک کشیش مرد می‌نمود، سپس این کشیش مرد سؤال را به پوتیا ارائه می‌کرد.
هیچ‌کس نمی‌دانست که پوتیاها چگونه برگزیده می‌شوند، اما آن‌ها همواره زنان دهقانی بودند که هیچ قابلیت خاصی نداشتند. اما در روایات دیگر پوتیاها احتمالاً زنانی از خانواده‌های طبقه بالا و تحصیل کرده به‌شمار می‌رفتند که خواندن و نوشتن آموخته بودند. هر کدام از آن‌ها پس از مرگ غیبگوی قبلی، به عنوان جایگزین او انتخاب می‌شد. شخصیت اخلاقی آن‌ها از اهمیت بالایی برخوردار بود، و حتی اگر پوتیای تازه برگزیده شده، متأهل و دارای خانواده بود، باید از تمام مسئولیت‌های خانوادگی خود در ازای انجام وظایفش در معبد چشم‌پوشی می‌نمود. کسانی که مشورت می‌خواستند هزینه زندگی پوتیاها را می‌پرداختند. چند نیایشگاه دیگر یونانی نیز پوتیا داشتند، اما هیچ‌کدام به اندازهٔ پوتیاهای دلفی مقدس شمرده نمی‌شدند. تئوگنیس اولین فردی بود که به پوتیا اشاره کرد و دومین نفر آیسخولوس بود که در اثرش به نام «Eumenides» در سه‌گانه نمایشنامهٔ اورستیا به او اشاره داشته‌است.

## موارد پیشگویی
در ۵۴۷ ق. م، کرزوس، پادشاه لیدیه، قصد جنگ با کوروش هخامنشی را کرد. اما پیش از جنگیدن و صف‌آرایی، راهش را به سمت معبد دلفی کج کرد تا از غیب گوی آنجا بپرسد که آیا باید با کوروش بجنگد یا اینکه با وی متحد شود. غیبگو پاسخی ابهام‌آمیز داد: «اگر کرزوس از رود هالیس بگذرد، دولت بزرگی منهدم خواهد شد.» کرزوس پنداشت که مراد پیشگو از دولت بزرگ همانا شاهنشاهی ایران است. پس از رود هالیس گذشت و اقدام به جنگ با ارتش ایران کرد، اما شکست یافت و قلمروش منضم به ایران شد تا معلوم شود که مراد پیتیا از «دولت بزرگ» همانا پادشاهیِ خودِ کرزوس بوده‌است.
طبق نوشته‌های تیتوس لیویوس در کتاب از پیدایش روم، لوکیوس تارکوئینیوس متکبر، واپسین پادشاه روم، خوابی ناخوشایند دید که از آن بسیار مضطرب شد و تصمیم گرفت کسانی را به‌سوی غیب‌گوی دلفی بفرستد تا از وی تعبیر آن خواب را بخواهند. چون جرئت نکرد پاسخ‌های احتمالی آن غیب‌گو را به کس دیگری بسپارد، دو پسرش، تیتوس و آرونس، را روانهٔ دلفی یونان کرد و خواهرزادهٔ خویش، لوکیوس یونیوس بروتوس، را نیز به‌عنوان همسفر ضمیمهٔ ایشان کرد. پس چون این سه تن به معبد دلفی رسیدند و تعبیر خواب شاه را از آن پیشگو خواستند، تیتوس و آرونس از پیشگو پرسیدند که کدامشان پادشاه روم خواهد شد. پیشگو پاسخ داد که هرکس که زودتر مادرش را بوسه زند شاه روم می‌شود. در حالی‌که تیتوس و آرونس قرعه می‌زدند که کدام‌یک پس از رسیدن به روم مادرش را ببوسد، بروتوس با خود پنداشت که منظور آن پیشگو از لفظ «مادر» زمین بوده‌است. پس تظاهر به لغزیدن کرد و در حینی که به زمین می‌افتاد، زمین را بوسید. این پیشگویی تحقق یافت، چنان‌که او کمی بعد خاندان شاهان را برانداخت و جمهوری روم را تأسیس کرد و خود نخستین کنسول آن شد.